# فابریزیو آنسلمی
فابریزیو آنسلمی (انگلیسی: Fabrizio Anselmi؛ زادهٔ ۱۱ مهٔ ۱۹۷۸) بازیکن فوتبال اهل ایتالیا است.
از باشگاه‌هایی که در آن بازی کرده‌است می‌توان به باشگاه فوتبال هلاس ورونا، باشگاه فوتبال پیزا، و باشگاه فوتبال ساسولو اشاره کرد.